# Týnská škola
Týnská škola byla farní střední škola při Týnském chrámu a obytný dům.Dva její domy spojené v jeden čp. 604/I se dochovaly na Staroměstském náměstí 14, na nároží Týnské ulice 2, před kostelem Panny Marie před Týnem.

## Historie
Sklepy svědčí o vzniku obytného domu ve 13. století. První písemné zmínky se dochovaly z let 1359 a 1363. Po roce 1381 v něm například bydlel purkmistr, který pomáhal zajmout krále Václava IV., a proto král v roce 1394 z domu dal udělat školu,  která byla v provozu do první třetiny století devatenáctého. 
Ve škole se vyučovalo latinsky.   V roce 1842 byla škola přesunuta z budovy na Staroměstském náměstí do bývalého kláštera minoritů u kostela svatého Jakuba na Starém městě (č. p. 977). Uvolněné prostory byly upraveny na byty.

## Architektura
Dvojdům čp. 604 má středověké sklepy a přízemí, podloubí má hrotité oblouky arkád a je sklenuté křížovými klenbami. Budova byla přestavěna v renesančním slohu, nejdříve kolem poloviny 16. století a podruhé 
kolem roku 1612. Z první etapy přestavby pochází přední fasáda s oběma symetrickými stupňovitými štíty, zakončenými obloučkovými motivy s koulí. V patře je fasáda členěna okny s renesančním ostěním ve 3 ̝a 3 osách, uprostřed má barokní fresku s motivem Nanebevzetí Panny Marie z 18. století. 
Na dvorních fasádách byly odhaleny zbytky sgrafit s latinskými renesančními nápisy. Průjezdem se vstupuje do dvora  Interiér Týnské školy popsal Zikmund Winter.

## Osobnosti
- Studenti: stavitel Matěj Rejsek (?–1506), který se tituloval bakalář školy Týnské, Jan a Ludvík Granovští z Granova
- Učitelé: týnští kněží, dokonce i biskup Jan Rokycana; v letech 1560-1581 zde učil humanista Marek Bydžovský z Florentina.